# Tobias Hauke
Tobias Hauke, född den 11 september 1987 i Hamburg, Tyskland, är en tysk landhockeyspelare.
Han tog OS-guld i herrarnas landhockeyturnering i samband med de olympiska landhockeytävlingarna 2008 i Peking.
Han tog OS-guld igen i samma gren i samband med de olympiska landhockeytävlingarna 2012 i London.
Vid de olympiska landhockeytävlingarna 2016 i Rio de Janeiro tog han en bronsmedalj.